# Nepeta glechomifolia
Nepeta glechomifolia là một loài thực vật có hoa trong họ Hoa môi. Loài này được (Dunn) Hedge mô tả khoa học đầu tiên năm 1968.